# Rodrigo Dourado
Rodrigo Dourado Cunha (Pelotas, 17 juni 1994) is een Braziliaans voetballer die doorgaans speelt als middenvelder. In juli 2022 verruilde hij Internacional voor Atlético San Luis.

## Clubcarrière
Dourado doorliep de jeugdopleiding van Internacional. Zijn debuut in het eerste elftal maakte de middenvelder op 26 januari 2012, toen met 1–2 verloren werd van Cerâmica. Dourado begon aan het duel als reservespeler maar twaalf minuten voor tijd mocht hij invallen. In 2012, 2013 en 2014 kwam de middenvelder niet zoveel in actie voor Internacional, maar vanaf 2015 werd hij een basisspeler bij de club. Zijn eerste doelpunt maakte Dourado op 3 oktober 2015. Internacional speelde in eigen huis tegen Sport Recife. Lisandro López opende de score, waarna Elber tien minuten voor tijd voor de gelijkmaker zorgde. Dourado scoorde in de tweeëntachtigste minuut waardoor Internacional met 2–1 won. Aan het einde van het jaar 2016 degradeerde de club naar de Série B. Binnen een jaar promoveerde Internacional weer naar het hoogste niveau. In de zomer van 2022 werd Dourado voor circa vijfhonderdduizend euro overgenomen door Atlético San Luis, waar hij zijn handtekening zette onder een verbintenis voor de duur van drie seizoenen.

## Clubstatistieken
| Seizoen | Club              | Competitie       | Competitie | Competitie | Beker | Beker | Internationaal | Internationaal | Totaal | Totaal |
| Seizoen | Club              | Competitie       | Wed.       | Dlp.       | Wed.  | Dlp.  | Wed.           | Dlp.           | Wed.   | Dlp.   |
| ------- | ----------------- | ---------------- | ---------- | ---------- | ----- | ----- | -------------- | -------------- | ------ | ------ |
| 2012    | Internacional     | Série A          | 2          | 0          | 0     | 0     | —              | —              | 2      | 0      |
| 2013    | Internacional     | Série A          | 2          | 0          | 0     | 0     | —              | —              | 2      | 0      |
| 2014    | Internacional     | Série A          | 3          | 0          | 0     | 0     | —              | —              | 3      | 0      |
| 2015    | Internacional     | Série A          | 42         | 1          | 4     | 0     | 8              | 0              | 54     | 1      |
| 2016    | Internacional     | Série A          | 25         | 2          | 4     | 0     | —              | —              | 29     | 2      |
| 2017    | Internacional     | Série B          | 48         | 3          | 7     | 1     | —              | —              | 45     | 4      |
| 2018    | Internacional     | Série A          | 41         | 2          | 6     | 0     | —              | —              | 47     | 2      |
| 2019    | Internacional     | Série A          | 10         | 0          | 1     | 0     | 6              | 0              | 17     | 0      |
| 2020    | Internacional     | Série A          | 19         | 3          | 1     | 0     | 2              | 0              | 22     | 3      |
| 2021    | Internacional     | Série A          | 38         | 5          | 0     | 0     | 8              | 0              | 46     | 5      |
| 2022    | Internacional     | Série A          | 14         | 0          | 1     | 0     | 5              | 3              | 20     | 3      |
| 2022/23 | Atlético San Luis | Primera División | 31         | 0          | 0     | 0     | —              | —              | 31     | 0      |
| 2023/24 | Atlético San Luis | Primera División | 37         | 1          | 0     | 0     | 2              | 0              | 39     | 1      |
| 2024/25 | Atlético San Luis | Primera División | 11         | 0          | 0     | 0     | 2              | 1              | 13     | 1      |
| Totaal  | Totaal            | Totaal           | 333        | 17         | 24    | 1     | 33             | 1              | 390    | 22     |

Bijgewerkt op 3 oktober 2024.